# バドゥン海峡
バドゥン海峡 (Badung Strait) はインドネシアのバリ島とヌサペニダ島との間の海峡。長さは約60km、幅は約20kmである。
1942年2月ここでバリ島沖海戦があった。
アメリカ合衆国の護衛空母、バドエン・ストレイトはこの海峡にちなんで名づけられている。
座標: 南緯8度37分50秒 東経115度23分16秒 / 南緯8.63056度 東経115.38778度